# 田中雅純
田中 雅純（たなか まさずみ、1959年〈昭和34年〉10月22日 - ）は、日本のバリトン歌手。香川短期大学名誉教授。四国二期会理事。
国立音楽大学音楽学部声楽学科卒業。香川県高松市出身。

## 経歴
香川県高松市出身。高松第一高等学校を卒業し、1983年（昭和58年）に国立音楽大学音楽学部声楽学科を卒業。またイタリアでサンタ・マルゲリータ・リグレ国際声楽セミナーを受講し修了する。これまでに声楽を田口興輔、中村義春、大西昇、川田景樹、アリゴ・ポーラ、ルッジェーロ・ライモンディに師事する。
大学を卒業後は四国二期会に所属し、「ラ・ボエーム」、「トスカ」、「蝶々夫人」、「椿姫」、「道化師」、「ファルスタッフ」、「コジ・ファン・トゥッテ」、「ドン・ジョヴァンニ」、「魔笛」、「カルメン」、「那須与一」、「赤い陣羽織」などのオペラに出演した。
また香川短期大学幼児教育学で教授を務め、同大学を退官後は名誉教授に就任する。